# Compiègne
Compiègne [kɔ̃ˈpjɛɲ] ist eine französische Stadt mit 40.808 Einwohnern (Stand: 1. Januar 2022) im Département Oise in der Region Hauts-de-France. Sie ist die Hauptstadt des Arrondissements Compiègne.

## Lage
Die Stadt Compiègne liegt an der Mündung der Aisne in die Oise, 67 Kilometer nordnordöstlich von Paris.

## Geschichte

### Mittelalter
Schon die Merowinger errichteten in Compiègne eine Pfalz mit dem Namen Compendium.
Chlothar II. musste 603 nach Niederlagen gegen Theudebert II. und dessen Bruder Theuderich II. dem Frieden von Compiègne zustimmen. Der Ururenkel Chlothars II., Chilperich II. (670–721), wählte die Pfalz zur Residenz. Karl der Kahle erweiterte die Stadt 876 und nannte sie Carolopolis. Im Jahre 833 wurde Ludwig der Fromme auf Betreiben seines ältesten Sohnes Lothar hier abgesetzt und musste öffentlich Kirchenbuße tun. Die karolingischen Könige Ludwig II., der Stammler (846–879), sowie Ludwig V., der Faule (966–987) sind in der Kirche Saint-Corneille beerdigt.
Am 21. Mai 1358 nahm der Bauernaufstand der Grande Jacquerie in Compiègne seinen Anfang und griff auf den Nordosten Frankreichs über.
1380 ließ König Karl V. eine Festung erbauen. Am 23. Mai 1430 fiel die Jungfrau von Orléans vor den Mauern von Compiègne den Burgundern in die Hände und wurde den Engländern überliefert.

### Frühe Neuzeit und 19. Jahrhundert
Im Vertrag von Compiègne vom 30. April 1635 verständigten sich Frankreich und Schweden nach der schweren Niederlage der Schweden bei Nördlingen über ihre weiteren Interessen, den Dreißigjährigen Krieg im Deutschen Reich betreffend. Im August 1635 erreichte ein spanisch-kaiserliches Heer die Stadt in der Absicht, Paris anzugreifen. Das führte in der Bevölkerung von Paris zu so großen Unruhen und Aufstände gegen Richelieu, dass sich König Ludwig XIII. selbst gezwungen sah, persönlich seine Truppen aufzusuchen, um die Lage zu beruhigen. Der geplante Angriff der spanisch-kaiserlichen Truppen von Norden auf Paris wurde abgebrochen, weil der zeitgleich geplante Angriff eines weiteren kaiserlichen Heeres von Süden her nicht erfolgreich verlief.

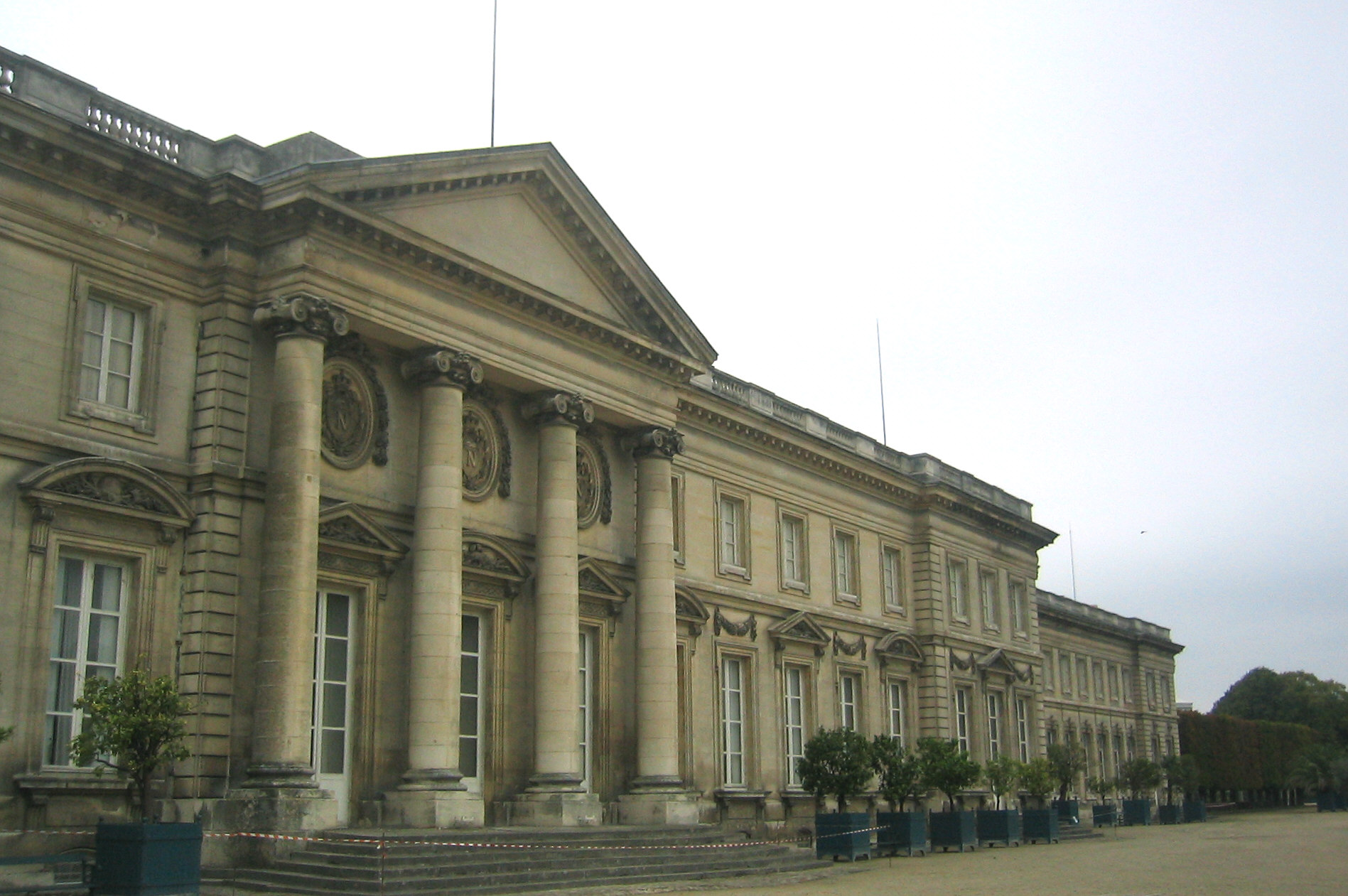
Schloss Compiègne, Parkseite

Zwischen 1751 und 1788 erbaute zunächst Ange-Jacques Gabriel, später sein Schüler Louis Le Dreux de la Châtre für König Ludwig XV. ein neues Schloss im Stil des Klassizismus. Napoleon Bonaparte und Napoleon III. ließen das Schloss renovieren und ausbauen. Es gehört mit den Schlössern Versailles und Fontainebleau zu den drei wichtigsten königlichen und kaiserlichen Residenzen Frankreichs. Kaiser Napoleon III. nutzte das Schloss häufig als Herbstresidenz.

### 20. Jahrhundert
1904 wurde Robert Fournier-Sarlovèze zum Bürgermeister gewählt und hatte dieses Amt bis 1935 inne. Am 17. März 1917 wurde um 6 Uhr morgens das deutsche Marine-Luftschiff L 39 über der Innenstadt brennend abgeschossen. Die 17 Mann der Besatzung starben dabei. In Compiègne befanden sich ein großes Lazarett und von April 1917 bis März 1918 das Große Hauptquartier der französischen Armee.

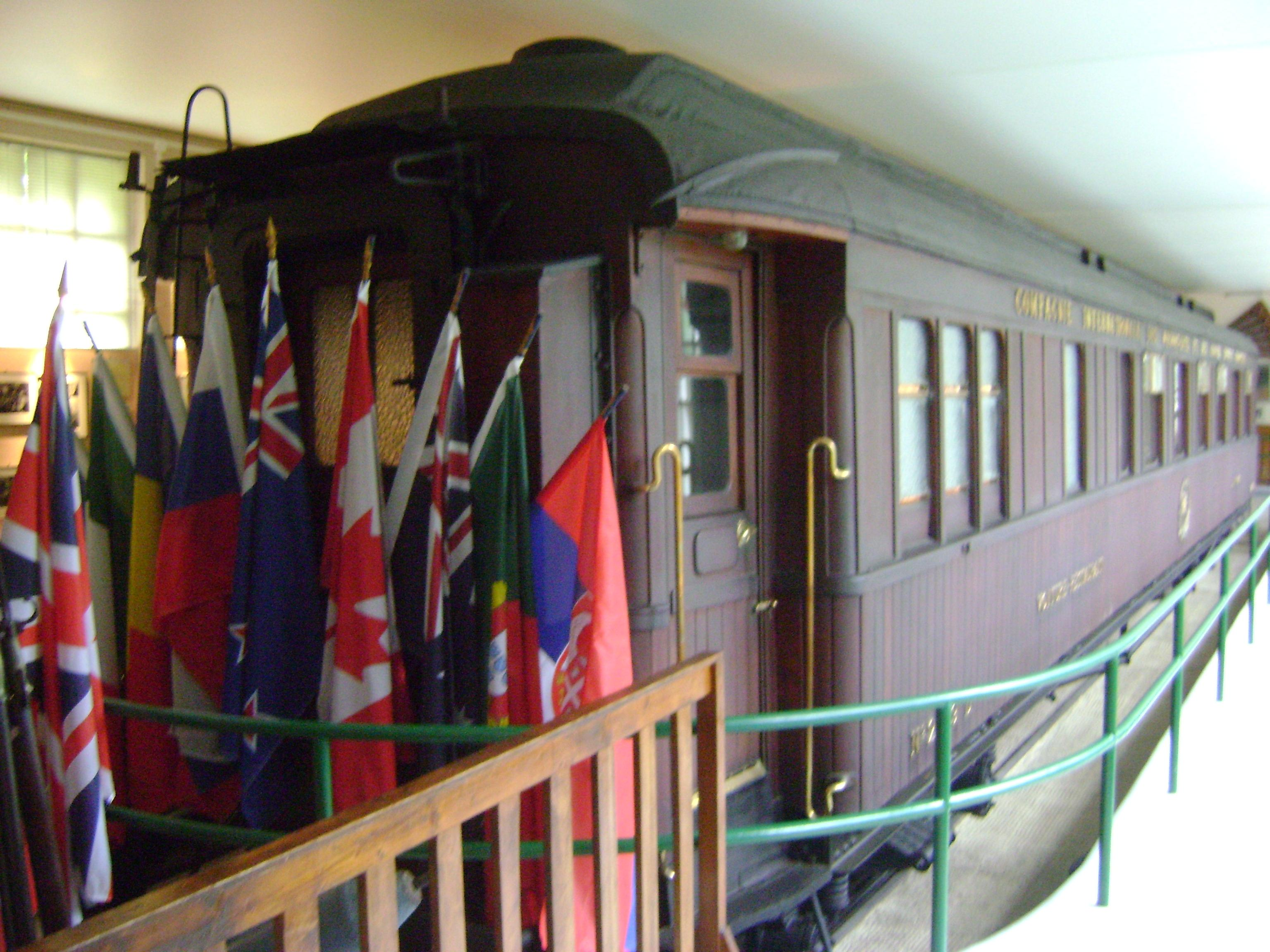
Baugleicher Salonwagen wie jener des französischen Zuges von 1918 auf der Clairière de l'Armistice bei Rethondes

Compiègne ist bekannt durch die Unterzeichnung zweier Waffenstillstände zwischen Deutschland und Frankreich im Wagen von Compiègne auf der Lichtung von Compiègne:
- Am 11. November 1918 wurde im Wald von Compiègne in einem Eisenbahnwagen der erste Waffenstillstand von Compiègne geschlossen, der den Ersten Weltkrieg beendete. Beteiligte: der französische Marschall Ferdinand Foch und der deutsche Politiker Matthias Erzberger.
- Fast 22 Jahre später, am 22. Juni 1940, wurde der zweite Waffenstillstand von Compiègne zwischen dem Deutschen Reich und Frankreich unterzeichnet. Beteiligte waren die Generäle Wilhelm Keitel auf deutscher sowie Charles Huntziger auf französischer Seite. Die Deutschen hatten zu diesem Anlass den Wagen von Compiègne aus dem Museum holen und den Vertrag in ihm unterzeichnen lassen. Der Wagen wurde in Deutschland als Trophäe zur Schau gestellt und 1945 zerstört.

Später wurde unter den Nationalsozialisten in Compiègne das KZ Royallieu eingerichtet (von Juni 1941 bis August 1944). Politisch umstritten war damals die Kollaboration des Vichyregimes mit der Besatzungsmacht. Der erste Zug mit politischen Häftlingen verließ Royallieu am 6. Juli 1942 in Richtung des Vernichtungslagers Auschwitz.

### Bevölkerungsentwicklung
| Jahr                       | 1962   | 1968   | 1975   | 1982   | 1990   | 1999   | 2011   | 2021   |
| Einwohner                  | 24.427 | 29.700 | 37.699 | 40.384 | 41.896 | 41.254 | 39.517 | 40.394 |
| Quellen: Cassini und INSEE |        |        |        |        |        |        |        |        |

## Sehenswertes

### Théâtre Impérial
Napoléon III. ließ an Stelle des während der Revolution zerstörten Karmelitinnenklosters ab 1866 von Auguste-Gabriel Ancelet ein Theater erbauen. Mit dem Ende des Kaiserreichs 1870 wurden die Arbeiten aber eingestellt, bevor das Theater eröffnet werden konnte. Seit 1987 wurde das Theater nach und nach renoviert und konnte 1991 schließlich eröffnet werden. Das Theater ist Sitz des Théâtre Français de la Musique, das vor allem durch Aufführungen selten gespielter französischer Opern und Operetten ein internationales Publikum anzieht.

### Schloss Compiègne

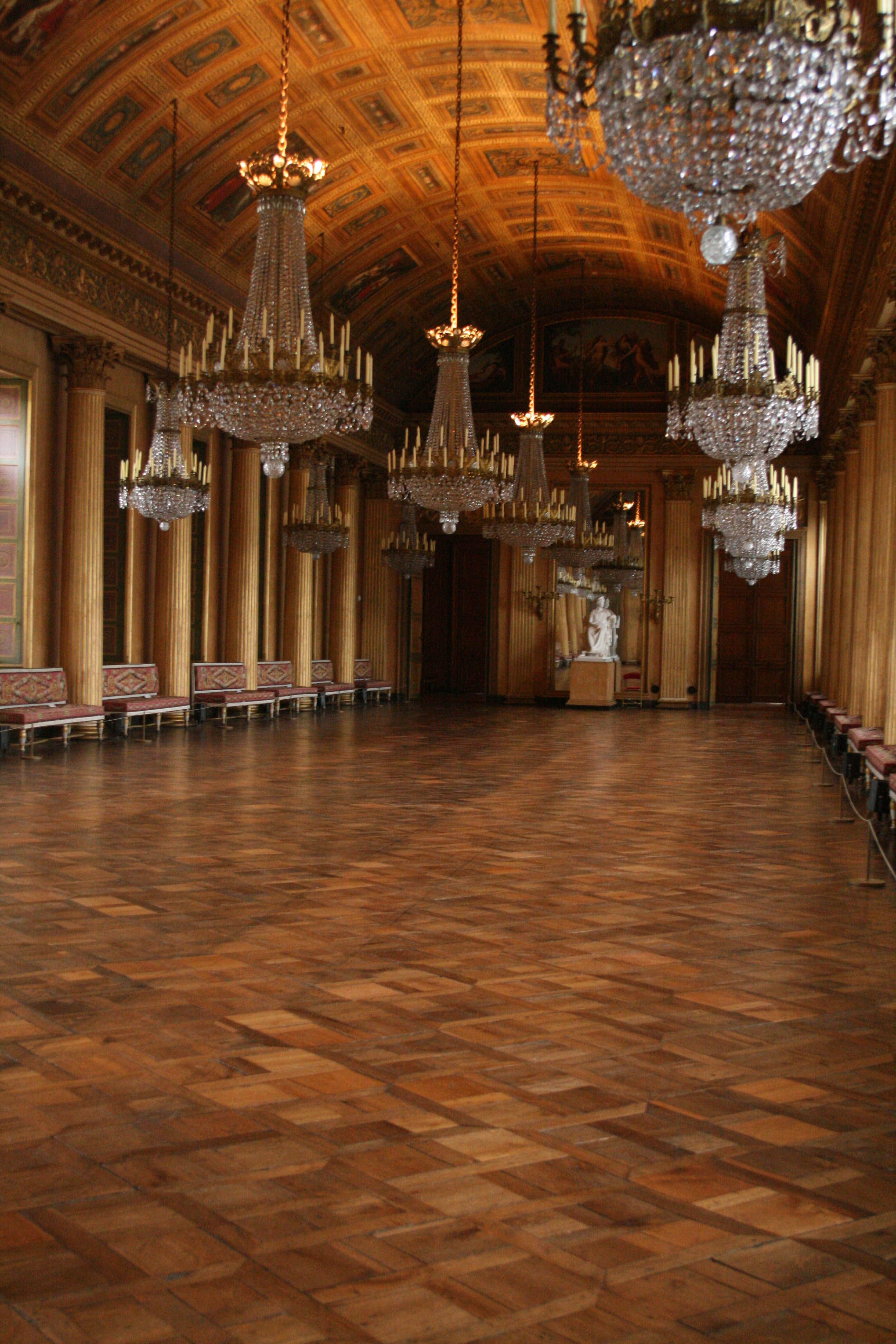
Ballsaal des Schlosses Compiègne

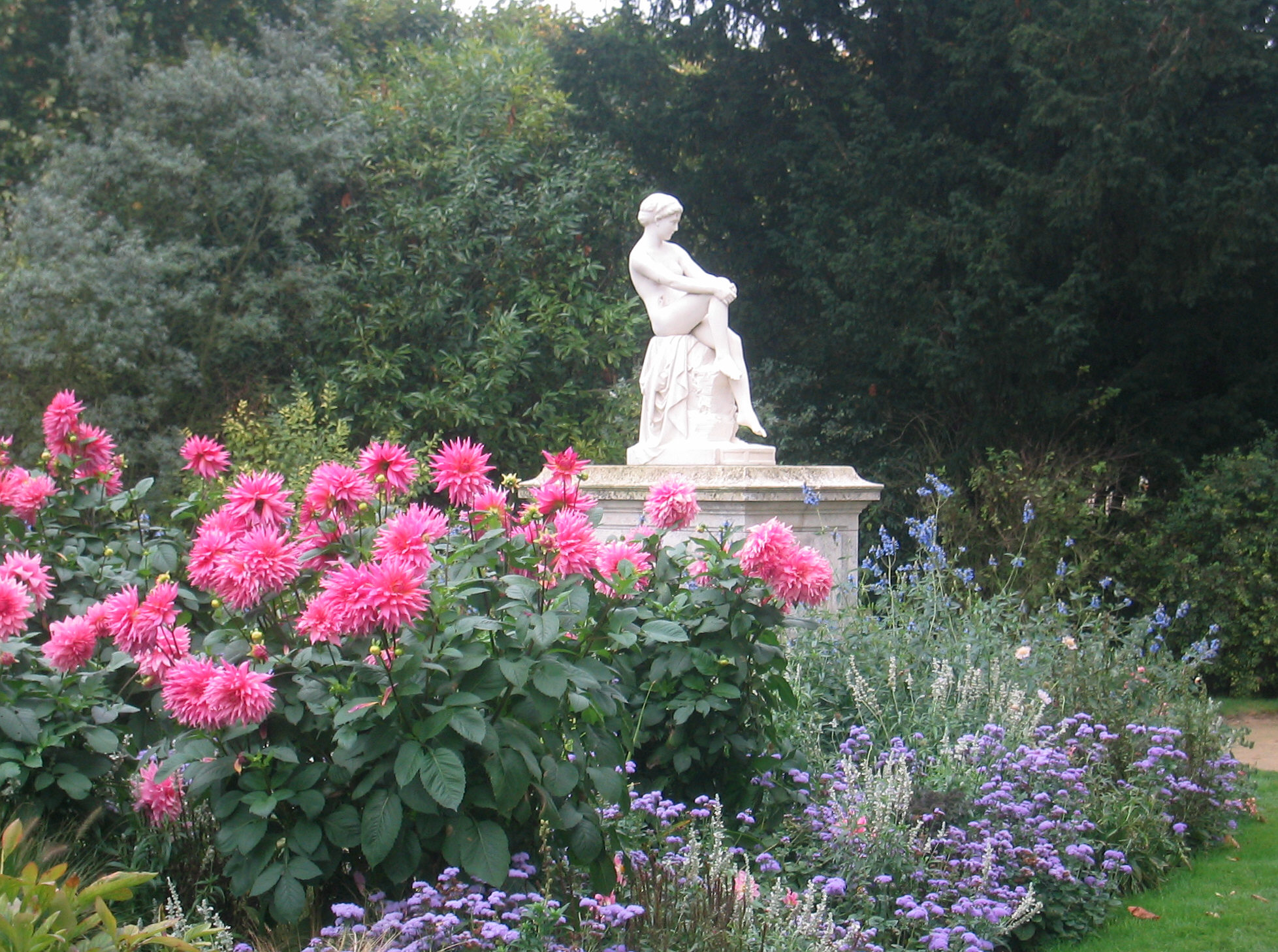
Partie im Schlosspark

Louis Le Dreux de la Châtre, Schüler und späterer Mitarbeiter von Ange-Jacques Gabriel erbaute dieses klassizistische Schloss zwischen 1751 und 1788. Es gehört mit den Schlössern Versailles und Fontainebleau zu den drei wichtigsten königlichen und kaiserlichen Residenzen Frankreichs und ist die größte ihres Baustils im Land.
Kaiser Napoléon wohnte hier und empfing seine künftige Frau am 23. März 1810 in Frankreich. Der Palast wurde von den Architekten Berthault, Percier und Fontaine, dem Maler Girodet und den Dekorateuren Dubois und Redouté renoviert und neu ausgestattet.
Compiègne wurde später zur bevorzugten Residenz von Napoleon III. Auch er nutzte das große Jagdrevier.
1870 wurde es nach dem Ende des Kaiserreichs in ein Museum umgewandelt. Es beherbergt heute drei Sammlungen: Les appartements historiques mit den Räumen Napoleon III, der Kaiserin Eugénie, Napoleon Franz Bonaparte und weiteren, Les musées du Second Empire über das Zweite Kaiserreich mit Fokus auf dem Leben Eugénies und das 1927 im ehemaligen Küchentrakt eingerichtete Musée national de la Voiture et du tourisme mit einer exzellenten Sammlung von Kutschen und frühen Automobilen.
An das Schloss angegliedert ist ein großer, öffentlich zugänglicher Landschaftspark.

### Jakobskirche

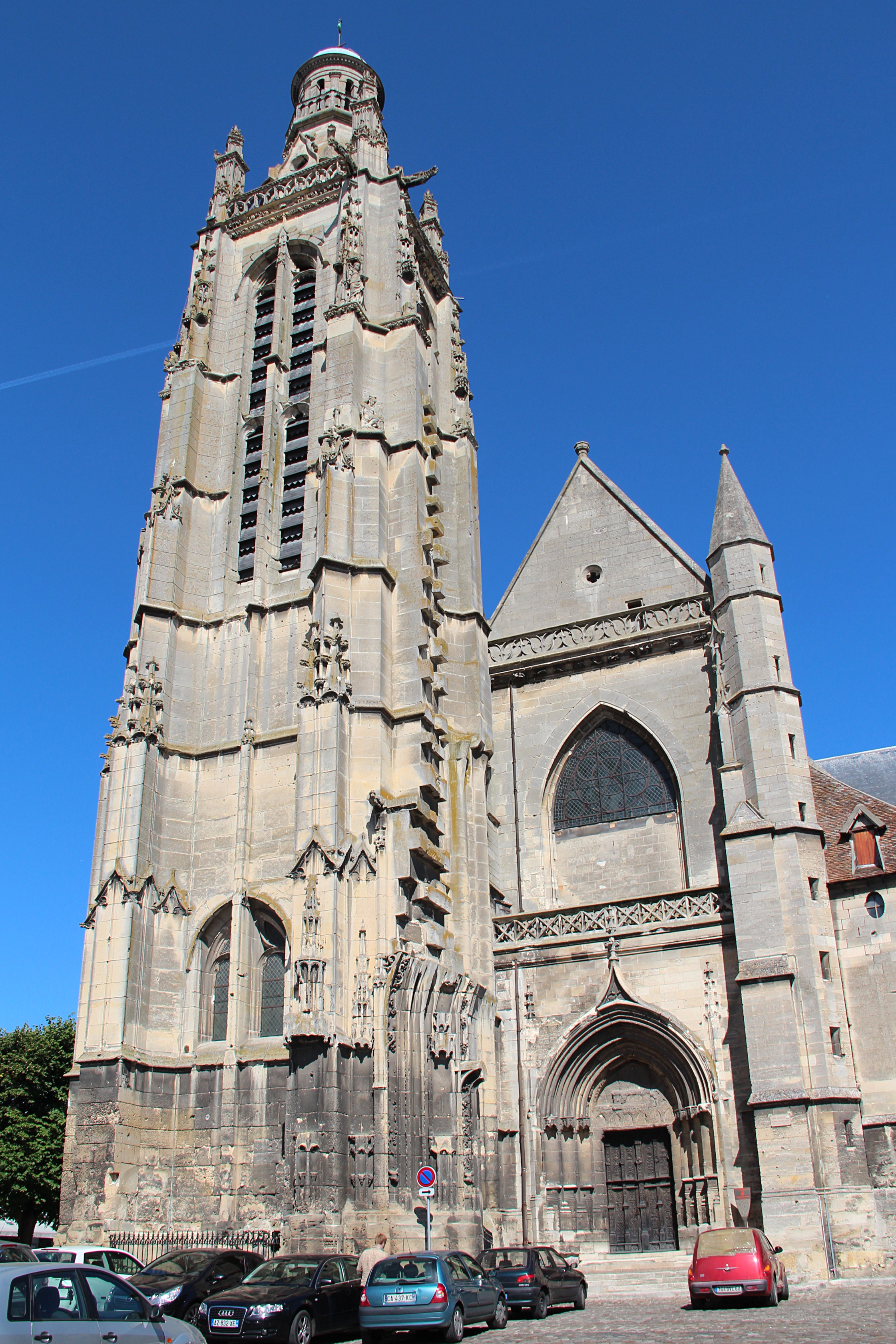
Eglise Saint-Jacques

Die Kirche Saint-Jacques war ursprünglich eine von zwei Pfarrkirchen der Stadt. Der Bau aus dem 12. Jahrhundert weist in seinem Figurenschmuck viele Bezüge zu seinem Namenspatron, dem Apostel Jakobus, und zur Pilgertradition des Jakobsweges nach Santiago de Compostela auf. Der Kirchturm aus dem 15. Jahrhundert wurde im 17. Jahrhundert aufgestockt, in seinem oberen Bereich wurden die Statuen von 14 Heiligen angebracht. Die Rolle als königliche Kirche in direkter Nachbarschaft zum Schloss verursachte einen umfangreichen Umbau im 18. Jahrhundert und eine verschwenderische Ausstattung. Seit 1998 ist die Kirche als Teil des Weltkulturerbe der UNESCO „Jakobsweg in Frankreich“ ausgezeichnet.

### Wald von Compiègne mit der Lichtung von Compiègne
Der 140 km² große Wald von Compiègne (frz. Forêt de Compiègne) liegt im Südosten der Stadt.
Die Lichtung von Compiègne, auf der die Waffenstillstandsunterzeichnungen 1918 vor Marschall Foch und 1940 vor Hitler erfolgten, wird auf Französisch Clairière de l'Armistice genannt und liegt etwa sechs Kilometer östlich der Innenstadt von Compiègne (allerdings auf dessen Territorium)  südlich des kleinen Dorfes Francport zwischen dessen Brücke über die Aisne und der N 31 (Lage→). Im Französischen werden beide Waffenstillstände Armistice de Rethondes genannt, nach der drei Kilometer östlich gelegenen Gemeinde Rethondes.
Auf dieser Lichtung steht neben einem Denkmal von Marschall Foch und einem Denkmal zur deutschen Niederlage unter die Entente von 1918 (einem den deutschen Adler zerschlagenden Schwert) ein Salonwagen des französischen Zuges von 1918. Gegenüber dem Foch-Denkmal wächst seit 1994 als Zeichen der Verbundenheit zwischen Deutschland und Frankreich eine Eiche aus dem Wald von Crawinkel.
Der Wagen des Zuges, in dem die Unterzeichnung des Waffenstillstands stattfand, wurde 1940 als Kriegsbeute nach Berlin gebracht und später nach Crawinkel in Thüringen ausgelagert, wo er in den letzten Kriegstagen zerstört wurde. Allerdings blieben einige Einzelteile des Waggons erhalten und wurden der Gedenkstätte Compiègne überlassen. Zu sehen ist ein anderes, baugleiches Serienmodell des Salonwagens, das sich ebenfalls bei den Ereignissen 1918 am Ort befand und von der alliierten Delegation benutzt wurde.

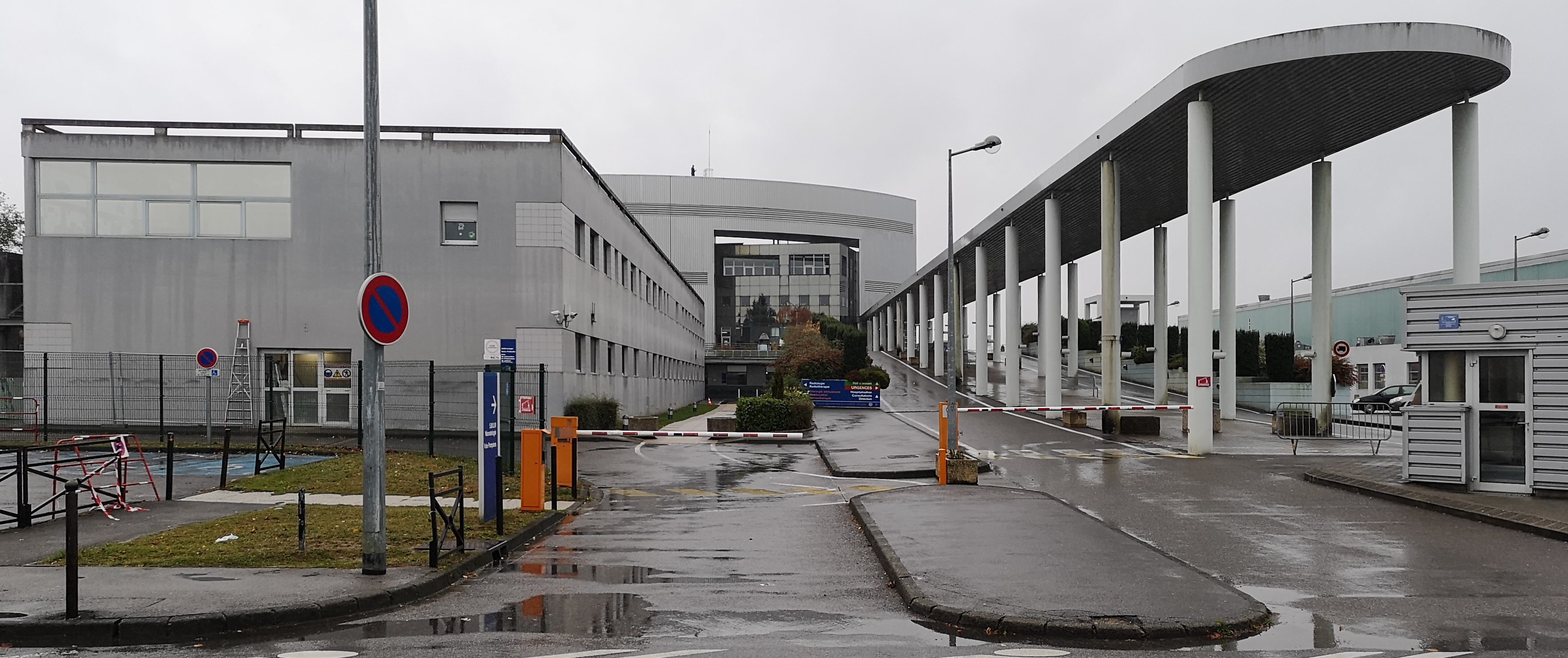
Compiegne-Noyon Hospital

## Verkehr
Sämtliche Buslinien in Compiègne können kostenlos benutzt werden. Vom Bahnhof Compiègne bestehen direkte Zug-Verbindungen nach Paris zum Gare du Nord.

## Hochschulen
- Université de Technologie de Compiègne (UTC) – Technische Universität
- École supérieure de chimie organique et minérale – Technische Universität
- École Supérieure de Commerce de Compiègne (ESC Compiègne) – Wirtschaftshochschule
- École des Soins Infirmiers de Compiègne (ESI Compiègne) – Pflegeschule

## Sport
Bei den Olympischen Sommerspielen 1900 fand das Golfturnier in Compiègne statt, und beim olympischen Polo-Turnier wurde Frankreich von der Equipe des Compiègne Polo Club vertreten.
In Compiègne startet seit 1977 alljährlich der Radklassiker Paris–Roubaix. Die Fußballspielerinnen der USCCO spielten Anfang des 21. Jahrhunderts für mehrere Spielzeiten in der ersten Liga Frankreichs.

### Pferdesport und Pferdezucht

#### Grandes Écuries und Nationalgestüt
1738 wurden die Grandes Écuries du Roi im Zuge der Erweiterung und des Umbaus des Schlosses Compiègne unter Ludwig XV. errichtet. Sie dienten als Stallungen für die Jagd-, Reise- und Kutschpferde der französischen Herrscher.
1875 wurde in den Grandes Écuries du Roi das Nationalgestüt Haras national de Compiègne eingerichtet, um die französische Pferdezucht zu verbessern. Das Nationalgestüt wurde 2009 geschlossen.
Heute befinden sich in den Grandes Écuries du Roi ein Ponyhof und ein Erlebnisbauernhof. Es wird über verschiedene Nutzungsmöglichkeiten für die Grandes Écuries du Roi nachgedacht.

#### Hippodrome du Putois
In Compiègne befindet sich die Pferderennbahn Hippodrome du Putois. Dort werden Flach- und Hindernisrennen sowie Trabrennen ausgetragen. Zwischen Anfang März und Ende November gibt es jedes Jahr ungefähr 30 Renntage.
Die Rennbahn geht auf das Jahr 1875 zurück. 1891 wurde der Rennverein namens Société des Courses de Compiègne gegründet und die Rennbahn wurde immer beliebter. An Renntagen fuhren Sonderzüge nach Paris. 1914 wurde ein Wagenpavillon eingeweiht. 1932 wurden die hölzernen Tribünen der Anfangszeit durch feste Tribünen ersetzt. Ab 2000 wurden neue Büros eingerichtet, der Umkleideraum der Jockeys vergrößert, die Tribünen renoviert und der Stall um 25 Boxen erweitert. Die Stallungen bieten nun Platz für 130 Pferde, es gibt eine Pferdeklinik mit fünf Boxen. Seit 2013 überträgt ein Großbildschirm vor den Tribünen die Rennen live für die Zuschauer.
Die linksläufige 20 m breite Grasbahn für die Flachrennen ist 2200 m lang, mit einer Zielgeraden von 600 m Länge. Innen liegt eine 2000 m lange Bahn für Hürdenrennen und auf den Diagonalen stehen Hindernisse für Jagdrennen, außerdem gibt es eine Geländestrecke.

#### Stade Equestre du Grand Parc
Die Rennbahn grenzt im Osten an das Stade Equestre du Grand Parc, eine große Pferdesportanlage, die 1992 gegründet wurde.
Neben einem Springstadion (140 × 120 m) mit überdachter Tribüne und 1000 Sitzplätzen, gibt es drei große Sandplätze, für das Dressurreiten, das Dressurfahren und zum Abreiten. Es werden Turniere in verschiedenen Disziplinen wie Dressur-, Spring- und Vielseitigkeits-, Gangpferdeprüfungen, Distanzritte, Zuchtschauen ausgerichtet.
In Compiègne wird jedes Jahr im Mai das französische CDIO5* mit Nationenpreis ausgetragen.

## Städtepartnerschaften
Mit folgenden Städten unterhält Compiègne eine Städtepartnerschaft:
- Huy (Belgien), seit 1959
- Arona (Piemont) (Italien), seit 1962
- Landshut (Deutschland), seit 1962
- Vianden (Luxemburg), seit 1964
- Bury St Edmunds (Vereinigtes Königreich), seit 1967
- Kiryat Tivon (Israel), seit 1988
- Shirakawa (Fukushima) (Japan), seit 1988
- Raleigh (Vereinigte Staaten), seit 1989
- Elbląg (Polen), seit 2002
- Guimarães (Portugal), seit 2008

Zudem ist Compiègne Mitglied des Bundes der europäischen Napoleonstädte.

## Persönlichkeiten
- Pierre d’Ailly (1350–1420), Theologe und Kardinal
- Eugène Albertini (1880–1941), Altphilologe und -historiker
- Christophe Capelle (* 1967), Radrennfahrer
- Patrice Carvalho (* 1952), Politiker
- François Chatriot (* 1952), Rallyefahrer
- Märtyrinnen von Compiègne, die in der französischen Revolution hingerichteten Schwestern des Karmels
- Maxime Godart (* 1999), Schauspieler
- Paul Helbronner (1871–1938), Alpinist und Geodät
- Pascal Lalo (* 1969), Schauspieler
- Suzanne Lenglen (1899–1938), Tennisspielerin
- Thierry Madiot (* 1963), Jazzmusiker
- Albert Robida (1848–1926), Schriftsteller und Karikaturist
- Nolan Roux (* 1988), Fußballspieler
- Marco da Silva (* 1992), Fußballspieler
- Laura Tremble (* 1999), Synchronschwimmerin
- Camille Jedrzejewski (* 2002), Sportschützin